# Pływanie na Letnich Igrzyskach Olimpijskich 2004 – 4 × 200 m stylem dowolnym kobiet
4 × 200 m stylem dowolnym kobiet – jedna z konkurencji pływackich, które odbyły się podczas XXVIII Igrzysk Olimpijskich. Eliminacje i finał miały miejsce 18 sierpnia.
Sztafeta amerykańska w składzie Natalie Coughlin, Carly Piper, Dana Vollmer, Kaitlin Sandeno pobiła w finale najstarszy w historii rekord świata ustanowiony dokładnie 17 lat wcześniej przez pływaczki wschodnioniemieckie. Amerykanki poprawiły go o 2,05 s, uzyskując czas 7:53,42. Srebro zdobyły Chinki, które ustanowiły nowy rekord Azji (7:55,97). Brąz z czasem 7:57,35 wywalczyły reprezentantki Niemiec, wyprzedzając o 0,05 s sztafetę australijską.

## Terminarz
Wszystkie godziny podane są w czasie greckim (UTC+03:00) oraz polskim (CEST).
| Data             | Godzina rozpoczęcia | Godzina rozpoczęcia |            |
| Data             | UTC+03:00           | CEST                |            |
| ---------------- | ------------------- | ------------------- | ---------- |
| 18 sierpnia 2004 | 11:39               | 10:39               | Eliminacje |
| 18 sierpnia 2004 | 21:01               | 20:01               | Finał      |

## Rekordy
Przed zawodami rekord świata i rekord olimpijski wyglądały następująco:
| Rekord            | Reprezentacja | Czas    | Miejsce   | Data             |
| ----------------- | --- | ------- | --------- | ---------------- |
| Rekord świata     | NRD · Manuela Stellmach (2:00,23) · Astrid Strauss (1:58,90) · Anke Möhring (1:58,73) · Heike Friedrich (1:57,61)            | 7:55,47 | Strasburg | 18 sierpnia 1987 |
| Rekord olimpijski | Stany Zjednoczone · Samantha Arsenault (1:59,92) · Diana Munz (1:59,19) · Lindsay Benko (1:59,34) · Jenny Thompson (1:59,35) | 7:57,80 | Sydney    | 20 września 2000 |

W trakcie zawodów ustanowiono następujące rekordy:
| Data        | Etap konkurencji | Reprezentacja | Czas    | Rekord |
| ----------- | ---------------- | --- | ------- | ------ |
| 18 sierpnia | finał            | Stany Zjednoczone · Natalie Coughlin (1:57,74) · Carly Piper (1:59,39) · Dana Vollmer (1:58,12) · Kaitlin Sandeno (1:58,17) | 7:53,42 | ,      |

## Wyniki

### Eliminacje
| Miejsce | Wyścig | Tor | Państwo           | Zawodniczka                                                                                                   | Czas    | Uwagi |
| ------- | ------ | --- | ----------------- | --- | ------- | ----- |
| 1.      | 2      | 4   | Stany Zjednoczone | Lindsay Benko (2:00,73) Rhi Jeffrey (2:01,46) Carly Piper (1:59,37) Rachel Komisarz (1:59,25)                 | 8:00,81 | Q     |
| 2.      | 1      | 5   | Wielka Brytania   | Karen Pickering (2:00,90) Joanne Jackson (2:00,89) Caitlin McClatchey (2:00,65) Melanie Marshall (1:59,33)    | 8:01,77 | Q     |
| 3.      | 1      | 4   | Australia         | Shayne Reese (2:00,13) Elka Graham (1:58,83) Linda Mackenzie (2:00,55) Giaan Rooney (2:02,34)                 | 8:01,85 | Q     |
| 4.      | 1      | 2   | Niemcy            | Petra Dallmann (2:00,78) Janina Götz (2:00,87) Hannah Stockbauer (2:00,35) Sara Harstick (2:01,22)            | 8:03,22 | Q     |
| 5.      | 2      | 3   | Hiszpania         | Tatiana Rouba (2:00,80) Melissa Caballero (2:00,64) Erika Villaécija García (2:00,34) Arantxa Ramos (2:01,89) | 8:03,67 | Q     |
| 6.      | 2      | 5   | Chiny             | Zhu Yingwen (2:00,89) Li Ji (2:01,68) Yang Yu (1:59,91) Pang Jiaying (2:02,90)                                | 8:05,38 | Q     |
| 7.      | 1      | 1   | Brazylia          | Joanna Melo (2:01,38) Monique Ferreira (2:01,40) Mariana Brochado (2:01,68) Paula Baracho (2:01,12)           | 8:05,58 | Q     |
| 8.      | 1      | 3   | Szwecja           | Ida Mattsson (2:02,46) Josefin Lillhage (1:59,19) Lotta Wanberg (2:02,85) Johanna Sjöberg (2:02,67)           | 8:07,17 | Q     |
| 9.      | 2      | 6   | Holandia          | Celina Lemmen (2:02,21) Haike van Stralen (2:01,80) Chantal Groot (2,02,87) Marleen Veldhuis (2:02,08)        | 8:08,96 |       |
| 10.     | 1      | 6   | Francja           | Céline Couderc (2:02,50) Elsa N'Guessan (2:03,26) Katarin Quelennec (2:03,56) Solenne Figuès (2:00,10)        | 8:09,42 |       |
| 11.     | 2      | 2   | Rumunia           | Simona Păduraru (2:00,97) Larisa Lăcustă (2:03,80) Beatrice Câșlaru (2:04,20) Camelia Potec (2:00,70)         | 8:09,67 |       |
| 12.     | 2      | 7   | Szwajcaria        | Chantal Strasser (2:02,90) Hanna Miluska (2:02,75) Nicole Zahnd (2:01,60) Flavia Rigamonti (2:03,16)          | 8:10,41 |       |
| 13.     | 2      | 1   | Nowa Zelandia     | Helen Norfolk (2:01,89) Alison Fitch (2:00,70) Rebecca Linton (2:05,17) Nathalie Bernard (2:07,00)            | 8:14,76 |       |
| 14.     | 1      | 7   | Włochy            | Alessia Filippi (2:04,09) Sara Parise (2:03,69) Cecilia Vianini (2:03,52) Cristina Chiuso (2:04,00)           | 8:15,30 |       |
| 15.     | 1      | 8   | Grecja            | Zoi Dimoschaki (2:02,33) Marianna Lymperta (2:02,71) Evangelia Tsagka (2:05,99) Georgia Manoli (2:05,66)      | 8:16,69 |       |
| 16.     | 2      | 8   | Słowenia          | Sara Isaković (2:01,82) Anja Klinar (2:03,44) Anja Čarman (2:03,19) Lavra Babič (2:08,44)                     | 8:16,89 |       |

### Finał
| Miejsce | Tor | Państwo           | Zawodniczka | Czas    | Strata | Uwagi |
| ------- | --- | ----------------- | --- | ------- | ------ | ----- |
| 1. !    | 4   | Stany Zjednoczone | Natalie Coughlin (1:57,74) Carly Piper (1:59,39) Dana Vollmer (1:58,12) Kaitlin Sandeno (1:58,17)                 | 7:53,42 |        | ,     |
| 2. !    | 7   | Chiny             | Zhu Yingwen (1:59,75) Xu Yanwei (1:58,45) Yang Yu (1:59,50) Pang Jiaying (1:58,27)                                | 7:55,97 | 2,55   | AS    |
| 3. !    | 6   | Niemcy            | Franziska van Almsick (1:59,61) Petra Dallmann (2:00,06) Antje Buschschulte (1:58,46) Hannah Stockbauer (1:59,22) | 7:57,35 | 3,93   |       |
| 4.      | 3   | Australia         | Alice Mills (2:00,38) Elka Graham (1:59,18) Shayne Reese (2:00,64) Petria Thomas (1:57,20)                        | 7:57,40 | 3,98   | OC    |
| 5.      | 5   | Wielka Brytania   | Melanie Marshall (1:59,39) Georgina Lee (2:00,50) Caitlin McClatchey (2:00,48) Karen Pickering (1:58,74)          | 7:59,11 | 5,69   |       |
| 6.      | 2   | Hiszpania         | Tatiana Rouba (2:00,18) Melissa Caballero (2:00,57) Arantxa Ramos (2:02,32) Erika Villaécija García (1:59,04)     | 8:02,11 | 8,69   |       |
| 7.      | 1   | Brazylia          | Joanna Melo (2:01,20) Monique Ferreira (2:01,42) Mariana Brochado (2:01,15) Paula Baracho (2:01,52)               | 8:05,29 | 11,87  |       |
| 8.      | 8   | Szwecja           | Josefin Lillhage (1:59,86) Ida Mattsson (2:01,45) Malin Svahnström (2:03,68) Lotta Wanberg (2:03,35)              | 8:08,34 | 14,92  |       |